# Uromenus laticollis
Uromenus laticollis är en insektsart som först beskrevs av Lucas, H. 1849.  Uromenus laticollis ingår i släktet Uromenus och familjen vårtbitare. Inga underarter finns listade i Catalogue of Life.